# Alvin și veverițele 2
Alvin și veverițele 2 (titlu original: Alvin and the Chipmunks: The Squeakquel) este un film american din 2009, regizat de Betty Thomas. Este a doua parte din seria de filme live-action Alvin și veverițele și continuarea filmului original din 2007. Filmul îi are în distribuție pe Zachary Levi, David Cross, Jason Lee, Justin Long, Matthew Gray Gubler, Jesse McCartney, Amy Poehler, Anna Faris și Christina Applegate.
Filmul a fost scris de Jon Vitti, Jonathan Aibel și Glenn Berger, distribuit de 20th Century Fox și produs de Fox 2000 Pictures, Regency Enterprises și Bagdasarian Company. A fost lansat în cinematografe pe 23 decembrie 2009 de 20th Century Fox cu recenzii mixte de la Metacritic, dar în general recenzii negative din partea criticilor, încasând 443,1 milioane de dolari la un buget de 70 de milioane de dolari. Au fost lansate ulterior două sequel-uri: Naufragiați în 2011 și Marea aventură în 2015.

## Distribuție
- Zachary Levi - Toby Seville
- David Cross - Ian Hawke
- Jason Lee - Dave Seville
- Justin Long - Alvin Seville
- Christina Applegate - Brittany
- Matthew Gray Gubler - Simon Seville
- Anna Faris - Jeanette
- Jesse McCartney - Theodore Seville
- Amy Poehler - Eleanor
- Wendie Malick - Dr. Rubin
- Anjelah Johnson - Julie Ortega
- Kevin G. Schmidt - Ryan Edwards
- Chris Warren, Jr. - Xander
- Bridgit Mendler - Becca Kingston
- Alexandra Shipp - Valentina
- Aimee Carrero - Emily
- Brando Eaton - Jeremy Smith
- Kathryn Joosten - Aunt Jackie Seville